# John Wilson (Mathematiker)

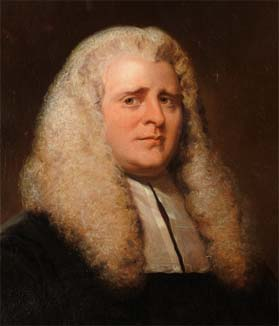
John Wilson (ca. 1780)

John Wilson (* 6. August 1741 in Applethwaite, Westmorland; † 18. Oktober 1793 in Kendal, Westmorland) war ein britischer Mathematiker und Jurist.

## Leben
Wilson studierte in Cambridge bei Edward Waring und lehrte dort von 1764 bis 1766 Mathematik. Nach ihm benannt ist der Satz von Wilson aus der Zahlentheorie. Im Jahr 1766 begann er seine juristische Karriere als Barrister. 1783 wurde er zum Mitglied der Royal Society gewählt.